# Генріх Франц Фрідріх Тітце

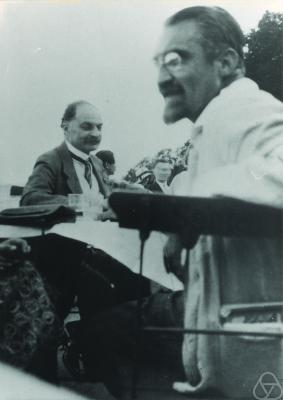
Тітце Генріх (праворуч)

Генріх Фрідріх Франц Тітце (31 серпня, 1880 — 17 лютого, 1964) — австрійський математик, відомий теоремою про продовження Тітце функцій з топологічних просторів до дійсних чисел. Він також розробив перетворення Тітце для групових завдань, і був першим, хто поставив завдання ізоморфізму груп. Граф Тітце також названий на його честь; він описує межі розбиття стрічки Мебіуса на шість взаємно суміжних областей, знайдених Тітце у рамках узагальнення теореми про чотири фарби на неорієнтовані поверхні.

## Освіта і кар'єра
Тітце був сином Еміля Тітце і онуком Франца Ріттера фон Хауера, обидва з яких були Австрійськими геологами. Він народився в Шляйнці, Австро-Угорщина, а також вивчав математику в Технічній школі у Відні, починаючи з 1898 року. Після додаткових досліджень в Мюнхені він повернувся до Відня, де отримав докторський ступінь у 1904 році і його габілітацію в 1908 році.
З 1910 до 1918 року Тітце викладав математику в Брно, і був призначений ординарним професором в 1913 році. Він служив у австрійській армії під час Першої світової війни, а потім повернувся в Брно, і в 1919 році обійняв посаду в університеті Ерланген, потім в 1925 році знову переїхав до Мюнхенського університету, де він залишався до кінця своєї кар'єри. Він вийшов у відставку в 1950 році і помер у Мюнхені, Західна Німеччина.

## Нагороди та відзнаки
Тітце був членом Баварської академії наук та членом Австрійської академії наук.

## Публікації
- Über Schachturnier-Tabellen, Mathematische Zeitschrift, vol.67, 1957, p.188[недоступне посилання з квітня 2019]
- Einige Bemerkungen zum Problem des Kartenfärbens auf einseitigen Flächen, DMV Annual Report 1910[недоступне посилання з квітня 2019]
- Über Funktionen, die auf einer abgeschlossenen Menge stetig sind, Journal für Reine und Angewandte Mathematik, vol.145, 1915 [Архівовано 8 липня 2012 у Archive.is]
- Über die mit Lineal und Zirkel und die mit dem rechten Zeichenwinkel lösbaren Konstruktionsaufgaben, Mathematische Zeitschrift vol.46, 1940
- mit Leopold Vietoris Beziehungen zwischen den verschiedenen Zweigen der Topologie, Enzyklopädie der Mathematischen Wissenschaften 1929[недоступне посилання з квітня 2019]
- Über die Anzahl der stabilen Ruhelagen eines Würfels, Elemente der Mathematik vol.3, 1948[недоступне посилання з квітня 2019]
- Über die topologische Invarianten mehrdimensionaler Mannigfaltigkeiten, Monatshefte für Mathematik und Physik, vol. 19, 1908, p.1-118
- Über Simony Knoten und Simony Ketten mit vorgeschriebenen singulären Primzahlen für die Figur und für ihr Spiegelbild, Mathematische Zeitschrift vol.49, 1943, p.351 (Knot theory)